# Laki Lee
Pour les articles homonymes, voir Lee.
Pas d'image ? Cliquez ici

a Compétitions nationales et continentales officielles uniquement.

b Matchs officiels uniquement.
Dernière mise à jour le 12 juillet 2022.
Laki Lee, né le 22 juin 1994 aux Samoa, est un joueur samoan  de rugby à XV qui évolue au poste de troisième ligne centre.
Il est le frère de Fritz.

## Biographie
Laki Lee est formé à Vaitele ville des Samoa, voisine d'Apia avant d'intégrer le centre de formation de l'ASM Clermont et de faire ses débuts avec l'équipe professionnelle en 2017.

## Palmarès
- Championnat de France de première division
  - Champion (1) : 2017